# Snail Mail
Snail Mail é um projeto solo estadunidense de indie rock da guitarrista, cantora e compositora Lindsey Jordan. Originalmente de Ellicott City, Maryland, Jordan se apresentou pela primeira vez como Snail Mail ao vivo em 2015 aos 15 anos e atraiu a atenção com o EP Habit de 2016. Depois de assinar com a Matador Records, Snail Mail lançou seu primeiro álbum de estúdio, "Lush" de junho de 2018. Em 2021, Snail Mail seguiu com seu segundo álbum "Valentine", com grandes elogios e reconhecimento da crítica. 

## Vida pessoal
Lindsey Erin Jordan foi criada em Ellicott City, Maryland, um subúrbio de Baltimore. Sua mãe é dona de uma loja de lingerie e seu pai trabalha para uma editora de livros didáticos. Jordan teve uma educação católica romana. Começou a tocar guitarra aos 5 anos de idade, e se encantou pela cena punk ainda adolescente. Aos 8 anos, Jordan viu o Paramore ao vivo no Riot! Tour. Ela citou a experiência como um "grande momento" que a inspirou a formar sua própria banda. Ela tocou guitarra para uma banda da igreja e uma banda de jazz na escola. Começou a escrever suas próprias músicas por volta dos 12 anos e começou a apresentar seus próprios sets em restaurantes e cafés. Em 2018, Jordan foi admitido no St. Joseph's College, no Brooklyn, mas optou por não ingressar para se concentrar em sua carreira. Jordan se declara publicamente como lésbica e vive desde setembro de 2021 em Nova York

## Carreira
Lindsey Jordan lançou seu EP solo, Stick, em 2015 e tocou diversas vezes com sua nova banda como Snail Mail. O baixista Ryan Vieira e o baterista Shawn Durham se juntaram a ela. Depois de uma curta turnê em 2016, Jordan lançou o EP intitulado Habit pela Sister Polygon Records, que ganhou tração depois de ser destacado em diversos sites estadunidenses de música, e a banda assinou com a Ground Control Touring. A Pitchfork adicionou a música de abertura do EP, "Thinning", à sua série de Melhores Músicas Novas.
Snail Mail, agora com o baixista Alex Bass e o baterista Ray Brown, fez uma turnê extensiva pela América do Norte, apoiando as bandas Priests, Girlpool, Waxahatchee e Beach Fossils. Jordan assinou com a Matador Records em setembro de 2017, em janeiro de 2018 realizou seu primeiro show no Tiny Desk Concert da NPR Music, juntamente de seu álbum de estreia, "Lush", lançado em 8 de junho de 2018. Foi recebido com análises geralmente positivas de críticos de música. Em 2019, ela excursionou pela Nova Zelândia, Austrália, Canadá e Estados Unidos, tocando com artistas como Mac Demarco e Thundercat. Em junho de 2019, Snail Mail lançou uma nova versão de sua música "Pristine" em Simlish para o novo jogo da EA The Sims 4: Island Living. Nesse mesmo mês, a Matador Records relançou digitalmente "Habit", apresentando um cover de "The 2nd Most Beautiful Girl in the World" de Courtney Love, liderada pela musicista americana Lois Maffeo.

## Recepção crítica e influências
Snail Mail foi recebida bem pelos críticos. Sua música do tem sido descrita como indie rock, e rock alternativo. Enquanto os lançamentos anteriores do Snail Mail eram conhecidos por seus sons de guitarra lo-fi, Valentine abraçou uma paleta sonora mais rica, incorporando sintetizadores, cordas e samples. Lindsay Zoladz do The New York Times observou o senso melódico não convencional de Jordan e uma preferência por pedais de efeitos "sombrios", ambos exibindo influências do indie rock dos anos 1990. Seu lirismo foi notado por sua natureza cândida e introspectiva. Em relação ao seu processo de composição, Jordan afirmou: "Eu tenho muita dificuldade em escrever de qualquer lugar que não seja a completa honestidade dentro de mim.". Seu som foi descrito como remanescente do som dos anos 90, "refigurando a música da década em que eles nasceram". A revista Rolling Stone deu a Lush três estrelas e meia e descreveu o potencial de Lindsey Jordan e sua música como "o trabalho de um prodígio do indie rock."
Jordan citou Hayley Williams do Paramore, Liz Phair e Avril Lavigne como seus ídolos e principais inspirações musicais. Suas outras influências incluem Fiona Apple, Cat Power, Elliott Smith, Bon Iver, Sufyan Stevens, My Bloody Valentine e Sheer Mag. Jordan nomeou Mary Timony como sua guitarrista favorita, e recebeu aulas de guitarra da própria Timony. Outros guitarristas que a inspiraram incluem Marnie Stern, Kurt Vile, Steve Gunn e Mark Kozelek.

## Banda acompanhante
Membros atuais
- Lindsey Jordan — voz, guitarra
- Alex Bass — baixo
- Ray Brown — bateria
- Daniel Butko — guitarra

Membros anteriores
- Ryan Vieira — baixo
- Shawn Durham — bateria

## Discografia

### Álbuns de estúdio
- Lush (2018) (Matador)
- Valentine (2021) (Matador)

### EPs
- Stick (2015)
- Habit (2016)
- Snail Mail on Audiotree Live (2017)

### Singles
- Pristine (2018)
- Heat Wave (2018)
- Let's Find an Out (2018)
- The 2nd Most Beautiful Girl in The World (2019)
- Valentine (2021)
- Ben Franklin (2021)
- Madonna (2021)
- Adore You (Valentine Demo) (2022)